# Высоково (городской округ Клин)
Высоково — деревня в Клинском районе Московской области, в составе Воздвиженского сельского поселению. Население — 24 чел. (2010). До 2006 года Высоково входило в состав Воздвиженского сельского округа.
Деревня расположена в северо-западной части района, примерно в 28 км к западу от райцентра Клин, на правом берегу реки Яузы, высота центра над уровнем моря — 135 м. Ближайшие населённые пункты — Степанцево на западе и Дурасово на юго-западе.

## Население
| 2002 | 2006 | 2010 |
| ---- | ---- | ---- |
| 9    | ↘6   | ↗24  |